# Juliet
 «Juliet» — второй сингл немецкой группы Modern Talking с альбома Victory, выпущенный 29 апреля 2002 года. В отличие от других треков Modern Talking, выпущенных ранее, в песне присутствует привкус диско и отсылает к песне Алисии Бриджес 1978 года «Я люблю ночную жизнь».

## Список треков
CD-maxi, Hansa 74321 93836 2 (BMG) / EAN 0743219383624	29.04.2002
1. «Juliet» — 3:37
2. «Juliet» (Jeo’s Remix) — 5:05
3. «Higher Than Heaven» (U-Max Mix) — 3:40
4. «Down on My Knees» — 3:42

## Чарты
| Чарты (2002)                               | Позиция в чарте |
| ------------------------------------------ | --------------- |
| Австрия (Ö3 Austria Top 40)                | 42              |
| Бельгия/Фландрия (Ultratip Bubbling Under) | 4               |
| Германия (GfK)                             | 25              |
| Венгрия (Single Top 40)                    | 17              |
| Romania (Romanian Top 100)                 | 72              |
| Швейцария (Schweizer Hitparade)            | 83              |